# International Solidarity Movement

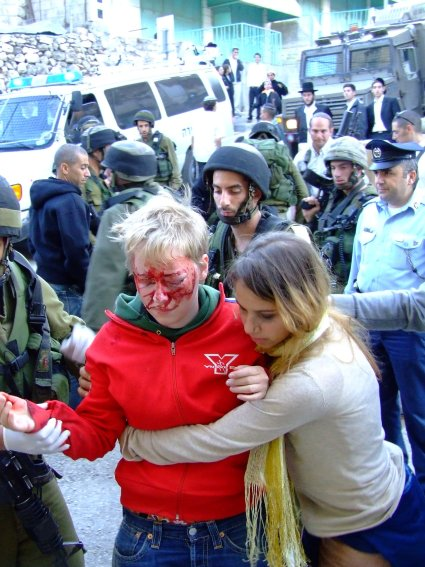
19-летняя шведская активистка ISM Тове Джахасон избита, согласно ISM, израильскими поселенцами рядом с Хевроном

The International Solidarity Movement (ISM) («Международное движение солидарности») — группа, ставящая своей целью оказание поддержки палестинцам, живущим под израильской оккупацией, путём проведения ненасильственных акций протеста. Организация призывает гражданских лиц из всех стран мира принять участие в таких протестах против действий израильской армии на Западном берегу реки Иордан, а в прошлом, и в секторе Газа. При этом, организация поддерживает «вооруженною борьбу палестинцев», в ряде случаев сотрудничая с такими группировками как ХАМАС и Палестинский исламский джихад.
Организация была основана в 2001 году небольшой группой палестинских и израильских активистов.

## Заявленные цели

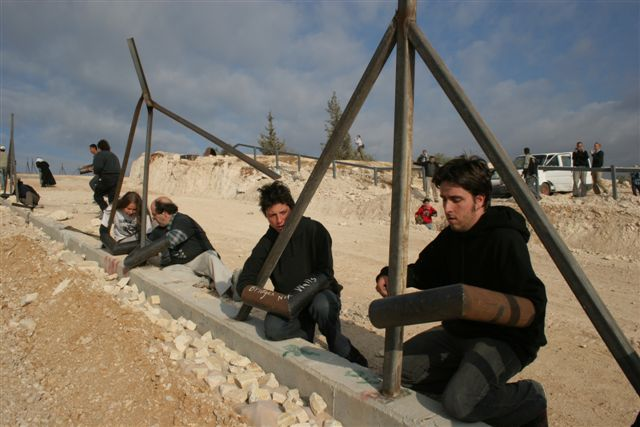
Активисты ISM приковали себя к опорам строящегося Разделительного барьера

Группа ставит своей целью сопротивление тому, что она называет «израильским апартеидом в Палестине», используя ненасильственные методы прямого действия. По мнению группы, международная поддержка, которую она предоставляет, помогает палестинцам вести ненасильственное сопротивление против израильской армии.
ISM ставит перед собой следующие цели:
- Создать в крупных мировых СМИ корректное, согласно представлению группы, отображение информации об израильско-палестинском конфликте. В настоящее время, по мнению группы, отображение конфликта в СМИ не сбалансировано.
- Обеспечить присутствие международных активистов в зоне конфликта. По мнению группы, одно только присутствие международных активистов, особенно производящих видеосъёмки, сможет снизить ежедневный уровень насилия.
- Создать у палестинцев представление о том, что они не одни. По мнению группы, присутствие иностранных активистов даёт палестинцам, «отрезанным апартеидом друг от друга и от остального мира», понять, что «их видят, слышат и находятся с ними»[7].

При этом, медиа-координатор группы Ф. Розовски, в частности, назвал государство Израиль «незаконным образованием, которое не должно существовать».

## Методы
ISM осуществляет два основных вида деятельности:
- Участие в акциях прямого действия: участие в ненасильственных демонстрациях, создание помех в строительстве «противозаконной стены апартеида», сопровождение крестьян на их поля и проживание с семьями, чей дом предназначен к уничтожению.
- Документирование происходящего: группа занимается видео-съёмками на палестинских территориях и передаёт собранную ей информацию о «повседневной жизни в условиях апартеида и бесчисленных нарушениях прав человека и международных законов» в местные и мировые СМИ. Также производиться документирование и съёмка с целью предоставления доказательств в суды [7].

## Убитые и пострадавшие активисты

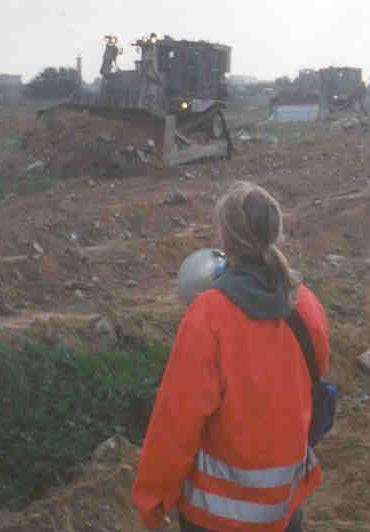
Рэйчел Корри стоит на пути израильских армейских бульдозеров

За годы деятельности Движения несколько её активистов-добровольцев были убиты или серьёзно ранены.
2 апреля 2002 года активистка ISM из Австралии Кейт Эдвардс была серьёзно ранена огнём израильской армии в ходе протеста близ города Бейт-Джала.
22 ноября 2002 года активистка ISM из Ирландии Кимхе Баттерли была ранена огнём израильской армии рядом с городом Дженин в момент, когда она пыталась отвести палестинских детей в безопасное место. За минуты до того, рядом был убит менеджер БАПОР британец  Ян Хук.
16 марта 2003 года активистка из США Рэйчел Корри погибла, пытаясь защитить палестинский дом от сноса, встав на пути израильского армейского бульдозера (по различным точкам зрения на причины её гибели, см. Рэйчел Корри).
5 апреля активист ISM Брайн Авери был ранен в лицо в результате огня с израильского БТР, в момент когда на нём был флоуресцентный жилет с надписью «Врач». В результате ранения, его лицо было тяжело деформировано.
11 апреля 2003 года активист ISM  британец Томас Хёрндолл был ранен выстрелом в голову. По сообщению очевидцев, это произошло в момент, когда он пытался увести детей из зоны обстрела. Он скончался 13 января 2004 года и до этого с момента ранения находился в состояние клинической смерти. Сперва израильская армия пыталась отрицать свою ответственность, но впоследствии за убийство активиста на 8 лет осуждён израильский солдат Тайсир Хайб.
6 сентября 2007 года активист ISM палестинец Акрам Ибрахим Абу Сба был убит членами палестинской группировки Исламский Джихад в городе Дженин.
13 марта 2009 года американский активист Тристан Андерсон получил критическое ранение газовой гранатой в голову во время протеста против строительства разделительного барьера у деревни Нилиин на Западном берегу реки Иордан. Расследование этого инцидента было прекращено израильскими властями.
31 мая 2010 года Эмилия Хершковитц, 21-летняя студентка из Мэриленда, потеряла глаз в результате попадания гильзы от газовой гранаты ей в голову. По заявлению одного из активистов ISM, присутствующем при этом, израильские солдаты специально целились в Хершковитц.
14 апреля 2011 года итальянский активист Витторио Арриогни был похищен, подвергнут пыткам  и убит в Газе палестинской салафистской группировкой Jahafil Al-Tawhid Wal-Jihad fi Filastin. Убийство было осуждено различными палестинскими движениями. При задержание подозреваемых в убийстве силами безопасности движения ХАМАС, двое подозреваемых погибли и один получил ранение  . В дальнейшем, двое из убийц активиста были приговорены к пожизненному заключению военным судом в Газе.

## Финансирование
Согласно заявлению группы, она не принимает пожертвований от государств, правительств или ассоциаций, но приветствует пожертвования от частных лиц. Иностранные активисты сами оплачивают свой приезд и пребывание в Израиле и на палестинских территориях.

## Выдвижения на нобелевскую премию мира
В 2004 году движение выдвигалось С. Робинсоном, членом канадского парламента, в качестве кандидата на нобелевскую премию мира. В 2006 году на нобелевскую премию мира выдвигался один из основателей движения — Гассан Адони. Это выдвижение сделала американская неправительственная организация «The American Friends Service Committee».

## Критика
Согласно израильской газете Хаарец, в 2003 году правые члены израильского кнессета назвал активистов ISM «поджигателями войны» и призвали их депортировать. Тогда же министр без портфеля Гидеон Эзра заявил от имени израильского правительства, что «Под видом активизма за мир, они предпринимают акции, расшатывающие общественный порядок, включающие проникновение в закрытые и опасные зоны с целью действовать как живые щиты для того, что бы предотвратить операции израильской армии против террористов» .
Израильское правительство утверждает, что активистка Сьюзен Барклай «связана с палестинскими террористическими группами». Она подтвердила, что работала с представителями ХАМАС и Исламского джихада «в организации ненасильственного протеста».
27 марта 2003 года член организации «Исламский джихад» Шади Шукия был арестован Армией обороны Израиля в Дженине в момент, когда он пытался спрятаться в офисе ISM, при этом, согласно версии АОИ, две активистки организации пытались помочь ему скрыться. Согласно официальным израильским источникам, он был организатором нескольких неудачных попыток терактов-самоубийств.

## Ответ на критику
По мнению ISM, в защите террористов её обвиняют те, кто хочет заставить ISM замолчать и дискредитировать тысячи её активистов. В случае с Шукией, по словам ISM, ему было предоставлено убежище в офисе организации, в то время когда израильские солдаты арестовывали всех без исключения людей на улицах во время комендантского часа. Шукия, попросивший убежища в офисе, выглядел напуганным, дрожал и был мокрым от пота, ему предложили смену одежды, одеяло и горячее питьё. При этом активисты и Шукия плохо понимали друг друга потому, что он не знал английского, а они не знали арабского.
По словам активистов ISM, ворвавшиеся вскоре в офис израильские солдаты устроили там разгром и намеренно портили их личные вещи.